# Рік Зомбо
Річард Джеймс Зомбо (англ. Richard James Zombo, нар. 8 травня 1963, Дес-Плейнс) — американський хокеїст, що грав на позиції захисника. Грав за збірну команду США. Згодом — хокейний тренер.

## Ігрова кар'єра
Хокейну кар'єру розпочав 1980 року в ХЛСШ.
1981 року був обраний на драфті НХЛ під 149-м загальним номером командою «Детройт Ред-Вінгс».
Протягом професійної клубної ігрової кар'єри, що тривала 14 років, захищав кольори команд «Детройт Ред-Вінгс», «Сент-Луїс Блюз» та «Бостон Брюїнс».
Усього провів 652 матчі в НХЛ, включаючи 60 ігор плей-оф Кубка Стенлі.
Виступав за збірну США.
Брат: Майк Зомбо, син: Домінік Зомбо теж хокеїсти.

## Нагороди та досягнення
- Володар Кубку Колдера в складі «Адірондак Ред-Вінгс» — 1986.

## Статистика
| Сезон        | Клуб                      | Ліга         | Регулярний сезон | Регулярний сезон | Регулярний сезон | Регулярний сезон | Регулярний сезон | Плей-оф | Плей-оф | Плей-оф | Плей-оф | Плей-оф |
| Сезон        | Клуб                      | Ліга         | І                | Г                | П                | О                | ШХ               | І       | Г       | П       | О       | ШХ      |
| ------------ | ------------------------- | ------------ | ---------------- | ---------------- | ---------------- | ---------------- | ---------------- | ------- | ------- | ------- | ------- | ------- |
| 1980–81      | «Остін Маверікс»          | ХЛСШ         | 43               | 10               | 26               | 36               | 73               | —       | —       | —       | —       | —       |
| 1981–82      | «Норт Дакота Файтін Гокс» | NCAA         | 45               | 1                | 15               | 16               | 31               | —       | —       | —       | —       | —       |
| 1982–83      | «Норт Дакота Файтін Гокс» | NCAA         | 33               | 5                | 11               | 16               | 41               | —       | —       | —       | —       | —       |
| 1983–84      | «Норт Дакота Файтін Гокс» | NCAA         | 37               | 7                | 24               | 31               | 40               | —       | —       | —       | —       | —       |
| 1984–85      | «Адірондак Ред-Вінгс»     | АХЛ          | 56               | 3                | 32               | 35               | 70               | 0       | 0       | 0       | 0       | 0       |
| 1984–85      | «Детройт Ред-Вінгс»       | НХЛ          | 1                | 0                | 0                | 1                | 0                | 0       | 0       | 0       | 0       | 0       |
| 1985–86      | «Адірондак Ред-Вінгс»     | АХЛ          | 69               | 7                | 34               | 41               | 94               | 17      | 0       | 4       | 4       | 40      |
| 1985–86      | «Детройт Ред-Вінгс»       | НХЛ          | 14               | 0                | 1                | 1                | 16               | 0       | 0       | 0       | 0       | 0       |
| 1986–87      | «Адірондак Ред-Вінгс»     | АХЛ          | 25               | 0                | 6                | 6                | 22               | 0       | 0       | 0       | 0       | 0       |
| 1986–87      | «Детройт Ред-Вінгс»       | НХЛ          | 44               | 1                | 4                | 5                | 59               | 7       | 0       | 1       | 1       | 9       |
| 1987–88      | «Детройт Ред-Вінгс»       | НХЛ          | 62               | 3                | 14               | 17               | 96               | 16      | 0       | 6       | 6       | 55      |
| 1988–89      | «Детройт Ред-Вінгс»       | НХЛ          | 75               | 1                | 20               | 21               | 106              | 6       | 0       | 1       | 1       | 16      |
| 1989–90      | «Детройт Ред-Вінгс»       | НХЛ          | 77               | 5                | 20               | 25               | 95               | —       | —       | —       | —       | —       |
| 1990–91      | «Детройт Ред-Вінгс»       | НХЛ          | 77               | 4                | 19               | 23               | 55               | 7       | 1       | 0       | 1       | 10      |
| 1991–92      | «Детройт Ред-Вінгс»       | НХЛ          | 3                | 0                | 0                | 0                | 15               | 0       | 0       | 0       | 0       | 0       |
| 1991–92      | «Сент-Луїс Блюз»          | НХЛ          | 64               | 3                | 15               | 18               | 46               | 6       | 0       | 2       | 2       | 12      |
| 1992–93      | «Сент-Луїс Блюз»          | НХЛ          | 71               | 0                | 15               | 15               | 78               | 11      | 0       | 1       | 1       | 12      |
| 1993–94      | «Сент-Луїс Блюз»          | НХЛ          | 74               | 2                | 8                | 10               | 85               | 4       | 0       | 0       | 0       | 11      |
| 1994–95      | «Сент-Луїс Блюз»          | НХЛ          | 23               | 1                | 4                | 5                | 24               | 3       | 0       | 0       | 0       | 2       |
| 1995–96      | «Бостон Брюїнс»           | НХЛ          | 67               | 4                | 10               | 14               | 53               | —       | —       | —       | —       | —       |
| 1996–97      | «Фенікс Роадраннерс»      | МХЛ          | 23               | 0                | 6                | 6                | 22               | —       | —       | —       | —       | —       |
| Усього в НХЛ | Усього в НХЛ              | Усього в НХЛ | 652              | 24               | 130              | 154              | 728              | 60      | 1       | 11      | 12      | 127     |

## Тренерська робота
У 1998 році розпочав тренерську роботу, ставши головним тренером клубу «Сент-Луїс Стінг». У 2001 році став тренером хокейної команди середньої школи Маркветт. У 2003 Зомбо пішов з Маркветт і став головним тренером і генеральним менеджером «Сент-Луїс Гартленд Іглс» і пробув на цій посаді до 2004 року.
У 2008 році він став асистентом тренера в Лінденвудському Університеті.

## Тренерська статистика

### Як помічник головного тренера
| Команда   | Сезон   | Регулярний сезон | Регулярний сезон | Регулярний сезон | Регулярний сезон | Регулярний сезон | Регулярний сезон | Регулярний сезон | Плей-оф          |
| Команда   | Сезон   | І                | В                | П                | Н                | ПОТ              | О                | Результат        | Результат        |
| --------- | ------- | ---------------- | ---------------- | ---------------- | ---------------- | ---------------- | ---------------- | ---------------- | ---------------- |
| Лінденвуд | 2008–09 | 46               | 42               | 4                | 0                | -                | -                | 1-е в CSCHL      | Чемпіони ACHA DI |
| Лінденвуд | 2009–10 | 43               | 38               | 5                | 0                | -                | -                | 2-е в CSCHL      | Чемпіони ACHA DI |

### Як головний тренер
| Команда                   | Сезон   | Регулярний сезон | Регулярний сезон | Регулярний сезон | Регулярний сезон | Регулярний сезон | Регулярний сезон | Регулярний сезон | Плей-оф                 |
| Команда                   | Сезон   | І                | В                | П                | Н                | ПОТ              | О                | Результат        | Результат               |
| «Сент-Луїс Стінг»         | 1998–99 | 56               | 34               | 16               | 0                | 6                | 74               | 3-є в ХЛПА       | 3-є в ХЛПА              |
| «Сент-Луїс Стінг»         | 1999–00 | 56               | 18               | 35               | 0                | 3                | 39               | 5-е в ХЛПА       | Не пройшли кваліфікацію |
| «Сент-Луїс Стінг»         | 2000–01 | 56               | 15               | 36               | 0                | 5                | 35               | 5-е в ХЛПА       | Не пройшли кваліфікацію |
| «Сент-Луїс Гартленд Іглс» | 2003–04 | 60               | 17               | 37               | 0                | 6                | 40               | 6-е в ХЛСШ       | Не пройшли кваліфікацію |
| Лінденвуд                 | 2010–11 | 36               | 32               | 4                | -                | -                | -                | 1-е в CSCHL      | 2-е                     |
| Лінденвуд                 | 2011–12 | 36               | 31               | 5                | -                | -                | -                | 1-е в CSCHL      | 4-е                     |
| ------------------------- | ------- | ---------------- | ---------------- | ---------------- | ---------------- | ---------------- | ---------------- | ---------------- | ----------------------- |